# Голицын, Эммануил Михайлович
Князь Эммануил (Мануил) Михайлович Голицын (фр. Emmanuel Galitzine; 23 декабря 1805, Париж — 1 мая 1853, Париж) — отставной поручик, писатель-любитель на французском языке из четвёртой ветви рода князей Голицыных.

## Биография
Сын тайного советника князя Михаила Андреевича Голицына (1765—1812) и Прасковьи Андреевны Шуваловой (1767—1828). Принадлежал к ветви «Михайловичей», которая вела своё происхождение от боярина Михаила Андреевича Голицына. Правнук знаменитого сподвижника Петра I фельдмаршала М. М. Голицына и московского губернатора Б. Г. Юсупова, по матери — внук сенатора А. П. Шувалова. Имел светское прозвище «Аббатик» (Le petit abbé)".
Голицыны подолгу жили во Франции, где родился и провёл детство князь Эммануил Михайлович. В 1811 году семья вернулась в Россию, но уже через пять лет князь юный Голицын отправился в Париж. Образование получил в Парижской политехнической школе, где ранее уже учились его старшие братья Андрей и Михаил.
Вернувшись вновь в Россию, князь Голицын вступил на военную службу. По одним данным, из пажей в 1-й Конно-Пионерный эскадрон прапорщиком в 1825 году; по другим — числился выпускником Пажеского корпуса 1827 года. Позднее переведён в лейб-гвардии Гренадерский полк. Принимал участие в Турецкой кампании. В 1828 году Голицын был тяжело ранен при взятии Варны.
В это же время Эммануил Михайлович получил известие о болезни своей матери, находившейся в Париже. После её смерти в декабре 1828 года большую часть жизни князь провёл во Франции и в многочисленных путешествиях по миру. Уволен в отставку «по слабости здоровья» 28 февраля 1830 года для определения к статским делам.
Князь Голицын увлекался живописью и писал стихи, состоял членом Парижского и Лондонского географических обществ, деятельности которых содействовал средствами и учеными сочинениями. Незадолго до смерти за свою деятельность был удостоен звания почётного члена Русского географического общества.
Занимаясь в холодной библиотеке, Эммануил Михайлович простудился, но не обратил должного внимания на болезнь.
Князь Эммануил Михайлович Голицын скончался 1 мая 1853 года в Париже в том же доме, где и родился. Похоронен в Париже. Был холост, потомства не оставил.
Любовь к наукам и слабое здоровье были причиною, что князь Голицын вёл постоянно жизнь вдали от общества, и потому некоторым он казался странным и одичалым, но в дружеской беседе в нём выказывались тонкий и просвещённый ум, разнообразие знаний, светскость приёмов и нежность чувств, а также знание и особая мягкость в обращении

## Литературная деятельность
Подобно матери и старшим братьям князь Голицын увлекался литературой. В 1837 году в Париже под псевдонимом «le prince E. de G.» была опубликована его повесть «Le manteau bleu», которая популярности автору не принесла. «Русский по природе, француз по воспитанию» он решил сменить сферу деятельности и занялся переводами русских поэтов на французский язык, не снискав и здесь желаемого успеха.
Много путешествуя и состоя в нескольких географических обществах, князь Эммануил Михайлович начал переводить сочинения русских путешественников, а также издал своё сочинение о путешествии по Финляндии.
- «Le Nord de la Sibérie» (П., 1843);
- «Jvan Nikitenco, le conteur russe» (П., 1843);
- «Le conteur russe, fables et légendes. Nouvelle édition, augmentée d’une notice biographique sur les principaux fabulistes Russes» (П., 1846);
- «La Finlande» (П., 1852) и др.

Уже после смерти Голицына де ла Рокетом было издано его сочинение: «La Russie du XVII siècle dans ses rapports avec l’Europe occidentale» (П., 1855), посвящённое посольству П. Потёмкина во Францию и Испанию. Данное издание было дополнено краткой биографией князя Голицына.

### Комментарии
1. ↑  Эту дату Н. Н. Голицын указывает в издании «Род князей Голицыных», опубликованном в 1892 году. В  издании 1880 года  дата рождения — 23 декабря 1804  года.
2. ↑  О. Р. Фрейман относит кн. Э. М. Голицына к выпускникам 1826 года.
3. ↑  О. Р. Фрейман указывает дату 1 февраля.